# Paradise Lost (album Paradise Lost)
Paradise Lost to 10 album studyjny brytyjskiej grupy Paradise Lost.

## Lista utworów
1. "Don't Belong" – 4:19
2. "Close Your Eyes" – 4:22
3. "Grey" – 3:28
4. "Redshift" – 3:31
5. "Forever After" – 3:47
6. "Sun Fading" – 3:29
7. "Laws Of Cause" – 4:09
8. "All You Leave Behind" – 3:01
9. "Accept The Pain" – 3:20
10. "Shine" – 4:08
11. "Spirit" – 4:20
12. "Over The Madness" – 5:17
13. "Don't Belong (String Dub Mix)" – 3:49
14. "Over The Madness (String Dub Mix)" – 5:12
15. "Let Me Drown" – 3:10"
16. "A Side You'll Never Know" – 4:09

Utwory 13, 14, 15 i 16 są dodatkowymi utworami znajdującymi się na digipaku albumu.